# 舟曲县各级文物保护单位列表
以下为甘肃省甘南藏族自治州舟曲县各级文物保护单位。

## 甘肃省文物保护单位
- 岭儿坝遗址
- 北山坪遗址
- 华年城址
- 丈地均粮碑